# Erste Schlacht von Nola
Koordinaten: 40° 55′ 34″ N, 14° 31′ 39″ O
Saguntum – Lilybaeum II – Rhone – Ticinus – Trebia – Cissa – Trasimenischer See – Ager Falernus – Geronium – Cannae – Nola I – Nola II – Ibera – Cornus – Nola III – Beneventum I – Syrakus – Tarentum I – Capua I – Beneventum II – Silarus – Herdonia I – Obere Baetis – Capua II – Herdonia II – Numistro – Asculum – Tarentum II – Neu Karthago – Baecula – Grumentum – Metaurus – Ilipa – Crotona – Große Felder – Cirta – Zama
Die Erste Schlacht von Nola wurde im selben Jahre wie die Schlacht von Cannae, also 216 v. Chr., zwischen Hannibals Truppen und den Legionen des Marcellus ausgefochten.

## Vorgeschichte
Auf dem Rückweg von der für ihn siegreichen Schlacht bei Cannae gelangte Hannibal mit seinem Heer zur Stadt Nola. In dieser Stadt befanden sich besonders viele Vorratskammern zur Versorgung der römischen Gemeinden im Umkreis. Die Karthager wollten deshalb diese Stadt einnehmen.

## Verlauf
Der aus Rom geschickte Feldherr Marcellus versuchte mit allen in seiner Macht stehende Mitteln die Stadt zu verteidigen, und postierte seine Legionäre auf den Wällen der Stadt. Als die erste karthagische Angriffswelle am frühen Nachmittag begann, waren die Römer aufgrund des guten Aufbaus der Burg und ihrer Entschlossenheit, nicht ein zweites Cannae zu erleben, den vom Marsch müden Karthagern überlegen. Für besonders viele Tote auf beiden Seiten gibt es allerdings keine Belege. 
Nachdem deutlich geworden war, dass die Stadt nicht einfach im Ansturm zu nehmen war, zog Hannibal mit seinem Heer ab.

## Folgen
Militärische oder politische Auswirkungen hatte diese Schlacht nicht, Hannibal unternahm in den nächsten Jahren noch zwei weitere Versuche die Stadt im Sturm zu nehmen. 